# 판타스틱 4 (2005년 영화)
판타스틱 4(Fantastic Four)는 2005년 개봉한 미국의 영화이다. 마블 코믹스의 《판타스틱 포》를 원작으로 하였다. 감독은 팀 스토리가 맡았으며, 20세기 폭스가 배급하였다. 2005년 7월 일부를 제외하고 전 세계에서 거의 동시에 개봉하였다.
《판타스틱 포》의 실사영화화로서는 1994년 로저 코먼의 작품에 이어 두 번째 작품이다. 코먼의 영화는 결국 개봉되지 못했기에 실질적인 첫 번째 영화가 된다. 이 영화는 흥행에는 성공했으나, 평단의 평가는 그다지 좋지 못했다.

## 줄거리
리드 리처즈 박사는 친구인 벤 그림과 함께 본 둠 인더스트리의 CEO인 빅터 본 둠 박사를 설득하여 그의 우주정거장에 접근할 수 있도록 허락을 받아 생물학적 표본에 대한 우주 에너지 구름 노출의 영향을 시험한다. 빅터는 이에 동의하고 그의 수석 유전학 연구원(이자 리드의 전 여자친구)인 수잔 스톰과 그녀의 무모한 오빠인 조니 스톰을 모집한다.
그들은 우주에서 우주 구름을 연구하기 위해 도착하지만, 구름은 예정보다 일찍 도착한다. 리드, 수잔, 조니는 샘플을 배치하기 위해 우주 유영 중인 벤을 구하기 위해 보호된 스테이션을 떠나고, 빅터는 자신을 보호하기 위해 그들 뒤로 보호막을 닫는다. 폭풍이 스테이션을 뚫고 네 명을 강타한다. 그들은 집으로 돌아오지만 곧 이상한 능력을 개발하기 시작한다. 리드는 고무처럼 늘어날 수 있고, 수잔은 투명해지고 역장을 만들 수 있으며, 조니는 자신을 불로 감쌀 수 있고, 벤은 초인적인 힘과 내구성을 지닌 거대한 바위 기반 생물로 변한다. 한편 빅터는 실패한 임무로 인한 언론의 관심 때문에 주주들의 반발에 직면한다.
브루클린교에서 벤은 한 남자가 자살하는 것을 막으려다 우연히 교통 체증을 유발한다. 네 명은 다양한 능력을 사용하여 피해를 막고 생명을 구한다. 대중은 그들의 노력에 환호하지만, 벤의 약혼녀는 그의 상태를 받아들일 수 없어 조용히 약혼을 파기한다. 리드는 마음 아파하는 벤에게 영향을 되돌리겠다고 맹세한다. 언론은 그들을 "판타스틱 포"라고 부르고, 빅터는 이 뉴스 기사를 주주들에게 이용하지만, 그들은 본 둠 인더스트리에서 손을 떼기로 결정한다. 네 명은 리드의 연구실인 백스터 빌딩으로 이사하여 자신들의 능력을 연구하고 치료법을 찾는 데 노력한다. 빅터는 그들의 노력에 지지를 표하지만, 임무 실패의 책임을 리드에게 돌린다.
리드는 폭풍을 재현하고 그들의 상태를 되돌릴 기계를 만들 계획이다. 그러나 조니는 협력을 거부하고, 자신들의 능력을 받아들여야 한다고 주장한다. 한편, 보호막 오작동으로 인해 폭풍의 영향을 받은 빅터는 유기 금속으로 변이하여 전기를 생성할 수 있게 되고, 자신의 새로운 힘을 사용하여 복수할 계획을 세운다.
빅터는 벤과 리드 사이에 균열을 만들고, 그 결과 벤은 격분하여 떠난다. 이는 리드가 자신에게 기계를 시도하도록 동기를 부여하지만, 그는 폭풍을 임계 질량으로 밀어낼 충분한 전력을 생성할 수 없다. 빅터는 이를 듣고 벤을 연구실로 데려온다. 벤은 기계에 놓이고 빅터는 자신의 능력을 사용하여 기계에 필요한 전기를 생산하여 벤을 정상으로 되돌리고 빅터의 상태를 가속화하여 그의 몸 대부분이 금속으로 변하게 한다. 빅터는 인간 벤을 기절시키고 리드를 납치한다.
이제 자신을 "둠"이라고 부르는 빅터는 초냉각 장치를 사용하여 리드를 고문하고, 조니를 죽이기 위해 백스터 빌딩에 열추적 미사일을 발사한다. 그는 미사일을 피하기 위해 도시를 가로질러 날아가고, 쓰레기 바지선을 불태워 미사일을 속인다. 수는 리드를 구하기 위해 달려가 둠과 싸우지만 역부족이다. 벤이 다시 기계를 사용하여 싱으로 변신하여 돕기 위해 도착한다. 싸움은 거리로 번지고, 네 명은 둠과 싸우기 위해 모인다. 조니와 수잔은 자신들의 힘을 합쳐 둠을 강렬한 불길의 지옥에 빠뜨리고, 벤과 리드는 그에게 찬물을 부어 열충격을 유발하고 둠을 얼어붙게 한다.
에필로그에서 벤은 리드에게 기계 실험에 대해 잊으라고 말한다. 그는 시각 장애인 예술가인 알리시아 마스터스와의 관계를 통해 자신의 상태를 받아들였기 때문이다. 팀은 슈퍼히어로로서의 역할을 받아들이기로 결정하고, 리드는 수에게 청혼한다. 한편, 얼어붙은 둠은 그의 고향인 라트베리아로 이송된다.

## 출연
괄호 안의 이름은 국내판 개봉 당시에 정해졌던 이름이다.
- 요안 그리피드 - 미스터 판타스틱 / 리드 리처즈 (무한능력 판타스틱)
- 제시카 알바 - 수 스톰 / 인비저블 우먼 (투명본능 인비저블)
- 크리스 에번스 - 휴먼 토치 / 조니 스톰 (불의 전사 파이어)
- 마이클 치클리스 - 싱 / 벤 그림 (막강파워 씽)
- 줄리언 맥마흔 - 닥터 둠 / 빅터 폰 둠
- 해미시 링클레이터 - 레너드
- 케리 워싱턴 - 얼리샤 마스터스
- 로리 홀든 - 데비 매킬베인
- 데이비드 파커 - 어니
- 케빈 맥널티 - 지미 오훌리헌
- 마리아 메누노스 - 섹시 간호사
- 마이클 콥사 - 네드 세실
- 케니 바트럼 - 본인
- 로니 레너 - 본인
- 스탠 리 - 윌리 럼프킨 (카메오 출연)